# Renald z Sydonu
Renald z Sydonu (ur. ok. 1130, zm. 1202), znany również jako Reginald Grenier lub Reynald, był seniorem Sydonu oraz Beaufort i ważną osobistością w Królestwie Jerozolimskim pod koniec XII wieku.
Był synem Gerarda Greniera i Agnieszki z Bures, prawnukiem Eustachego Greniera. W 1170 poślubił Agnieszkę z Courtenay. Po uwolnieniu z niewoli w 1190 poślubił Helwizę z Ibelinu, starszą córkę Baliana z Ibelinu i  Marii Komneny, z którą miał troje dzieci: Agnieszkę, Eufemię i Baliana.
Brał udział w bitwie pod Montgisard w 1177 oraz w obronie królestwa przed najazdem Saladyna w 1183. W czasie przegranej 1 maja 1187 bitwy u źródła Cresson przebywał w zamku Beaufort. W bitwie pod Hittin z 4 lipca 1187 walczył w straży tylnej i zdołał wydostać się z okrążenia. Po bitwie Renald zbiegł do zamku w Beaufort, a Sydon poddał się Saladynowi bez walki 29 lipca. Potem przez krótki czas dowodził obroną Tyru i negocjował warunki kapitulacji z Saladynem, przerwane przez przybycie 14 lipca 1187 statku Konrada z Montferratu wraz z hufcem rycerzy. W 1189 negocjował z Saladynem poddanie się zamku Beaufort. Proponował mu udanie się do Damaszku i przejście na islam, wszystko po to, by zyskać na czasie i pozwolić obrońcom na umocnienie zamku. Renald został uwięziony w Damaszku, a zamek w końcu poddał się 22 kwietnia 1190 w zamian za jego uwolnienie.
Jako jeden z niewielu rdzennych baronów królestwa mówił po arabsku i dobrze znał literaturę arabską. Te umiejętności wykorzystywał jako dyplomata. Negocjował z Saladynem na rzecz Konrada z Montferratu w jego obozie pod Lyddą po bitwie pod Arsufem od listopada 1191 oraz w Jerozolimie na początku 1192 roku, a potem pomagał wynegocjować pokój między Ryszardem a Saladynem w 1192. Pozostawał w dobrych stosunkach z Al-Adilem, młodszym bratem Saladyna, z którym wspólnie polował.
Sydon, którego Renald był seniorem, został odzyskany z rąk Saladyna w 1197 dzięki zręcznym działaniom Stefanii z Milly, siostrzenicy Renalda i dziedziczki miasta.